# Robin Reed
Robin Reed (né le 20 octobre 1899 et mort le 20 décembre 1978 à Salem) est un lutteur sportif américain.

## Biographie
Robin Reed obtient une médaille d'or olympique, en 1924 à Paris en poids plumes.